# Riccordia bicolor
Il colibrì testablu (Riccordia bicolor (Gmelin, 1788)) è un uccello della famiglia Trochilidae.

## Descrizione
È un colibrì di media taglia, lungo 9–11 cm, con un peso di 4,5 g.

## Biologia
Si nutre del nettare di diverse specie di angiosperme tra cui  Pachystachys, Asclepias, Begonia, Costus.

## Distribuzione e habitat
L'areale di questa specie è ristretto alle isole di Dominica e Martinica, nell'arcipelago delle Piccole Antille.